# Milen Dobrev
Pour les articles homonymes, voir Dobrev.
Milen Dobrev (en bulgare: Милен Добрев), né le 22 février 1980 à Plovdiv et mort le 21 mars 2015 dans la même ville, est un haltérophile bulgare.

## Biographie
Aux Jeux olympiques de 2004, à Athènes, il remporte la médaille d'or dans la catégorie des moins de 94 kg. 
Il gagne aussi les Championnats du monde en 2003 à Vancouver (Canada), ainsi que les Championnats d'Europe à Loutraki (Grèce) en 2003 et à Kiev (Ukraine) en 2004.